# Bahai-wetten
Bahai-wetten en verordeningen die gelden in het bahai-geloof zijn afkomstig uit de Kitáb-i-Aqdas evenals andere teksten van Bahá'u'lláh. De basis voor een systeem van bahai-wetten omvat tevens de latere interpretaties van 'Abdu'l-Bahá en Shoghi Effendi en de wetgeving door het Universele Huis van Gerechtigheid.

## Geleidelijke toepassing
Bahá'u'lláh heeft verklaard dat de naleving van de wetten die hij heeft voorgeschreven dient te worden onderworpen aan "tact en wijsheid" en dat zij geen oorzaak van "verstoring en onenigheid" mogen worden. Bahá'u'lláh heeft daarom de geleidelijke toepassing van zijn wetten ingesteld. Zo zijn bijvoorbeeld bepaalde bahai-wetten uitsluitend van toepassing voor Midden-Oosterse bahai-gelovigen, zoals de beperking van de periode van verloving, terwijl iedere gelovige de wetten mag toepassen als hij of zij daartoe besluit. Andere bahai-wetten zoals het verbod om alcohol te drinken zijn ook geleidelijk toegepast in landen waar het tegen maatschappelijke normen gaat en waarvoor de meeste gelovigen nieuw zijn voor de godsdienst. Shoghi Effendi heeft ook verklaard dat bepaalde andere wetten, zoals bijvoorbeeld de strafrechtelijke wetten, die afhankelijk zijn van het bestaan van een mogelijke bahai-samenleving slechts gelden in een eventuele toekomstige bahai-samenleving. Hij heeft ook verklaard dat indien de wetten in strijd zijn met het burgerlijk recht van het land waar een bahai-gelovige woont, de wetten niet kunnen worden uitgeoefend. Verder worden sommige wetten en leringen momenteel niet toegepast en de toepassing ervan hangt af van beslissingen door het Universele Huis van Gerechtigheid.

## Individueel geweten
In de bahai-literatuur worden de wetten niet gezien als beperkende regels, maar zij worden door Bahá'u'lláh beschreven als de "uitgelezen wijn" en een weg naar geluk. Zij worden niet beschouwd als bindend, totdat iemand bahai-aanhanger wordt, en bahai-gelovige worden is niet afhankelijk van de mate van het volgen van de wetten. Een persoon wordt geacht de wetten geleidelijk toe te passen op persoonlijke basis.
"Denk niet", verklaart Bahá'u'lláh, "dat Wij u slechts een verzameling wetten hebben geopenbaard. Neen, veeleer hebben Wij met de vingers van macht en kracht het zegel van de uitgelezen Wijn verbroken."
(Bahá'u'lláh, De Kitab-i-Aqdas, paragraaf 5)
Bahá'u'lláh verklaarde dat zijn volgelingen zijn wetten zouden moeten volgen als gevolg van hun liefde voor hem. Deze aantrekking tot Bahá'u'lláh, evenals de vrees van God, is de belangrijkste motivatie voor gehoorzaamheid. Bahai-wetten worden over het algemeen gepresenteerd in de vorm van beginselen die elk individu op zijn eigen leven dient toe te passen zoals het hem goeddunkt, en Bahá'u'lláh, 'Abdu'l-Bahá, Shoghi Effendi, evenals het Universele Huis van de Gerechtigheid, zijn terughoudend om specifieke en gedetailleerde regels van bahai-gedrag op te leggen; dit in tegenstelling tot de bepalingen van de islamitische wetgeving.
Het zich houden aan de persoonlijke wetten, zoals gebed en vasten, is de exclusieve verantwoordelijkheid van het individu. Een aantal bahai-wetten worden in zekere mate door bestuurlijke instellingen toegepast, door het ontnemen van administratieve rechten, indien zij de bahai-gemeenschap in diskrediet brengen.

## Wetten en verordeningen
In de Kitáb-i-Aqdas stelt Bahá'u'lláh zowel religieuze als burgerlijke wetten in, zoals het dagelijkse verplichte gebed, de vasten, wetten over erfenis, de afschaffing van priesterdom, het verbod op zaken als slavernij, ascese, en gokken, de veroordeling van o.a. luiheid en roddelen, de specificatie van straffen voor zaken als moord en brandstichting, de vereiste dat ieder persoon een beroep moet uitoefenen en de nadruk op de noodzaak van de opvoeding van kinderen, evenals als de noodzaak zich strikt te houden aan de wetten van de regering van het land waar men woont. Bahá'u'lláh geeft ook algemene beginselen, waaronder hij zijn volgelingen aanspoort om vriendschappelijk samen te werken met mensen van alle religies en hen waarschuwt zich te hoeden voor fanatisme en trots. Ook moedigt hij zaken als reinheid en waarheidsgetrouwheid aan.

### Gebed
Iedere bahai-gelovige tussen de 15 en 70 jaar dient het dagelijkse verplichte gebed uit te voeren en kan kiezen uit drie gebeden, die alle worden vergezeld door specifieke riten en worden voorafgegaan door het reinigen van de handen en gezicht. Tijdens het verplichte gebed keren gelovigen zich richting de Qiblih, de graftombe van Bahá'u'lláh in Bahjí. Mensen die ziek zijn, in gevaar zijn, en menstruerende vrouwen zijn vrijgesteld van de verplichte gebeden.
Congregationeel gebed is verboden, behalve in het geval van het Gebed voor de Doden.

### Vasten
De bahai-vasten zijn van zonsopgang tot zonsondergang in de bahai-maand van 'Ala van 2 maart tot 21 maart. Gedurende deze tijd onthouden gelovigen in goede gezondheid en in de leeftijd tussen 15 en 70 jaren zich van eten en drinken. Uitzonderingen op de vasten worden gegeven aan reizigers en hen die ziek, zwanger, borstvoeding gevend of menstruerend zijn, of zware arbeid verrichten. Vasten buiten de voorgeschreven periode is toegestaan en wordt aangemoedigd als dit gebeurt ten behoeve van de mensheid.

### Huwelijk en echtscheiding
In de Kitáb-i-Aqdas wordt het huwelijk ten zeerste aanbevolen, maar het is niet verplicht. Gelovigen moeten minstens 15 jaar zijn om te trouwen en de instemming van alle levende biologische ouders is nodig om te trouwen. De man betaalt een bruidsschat aan de vrouw van ongeveer 2,2 troy ounces goud of zilver, afhankelijk van de permanente verblijfplaats van de man. Interreligieuze huwelijken zijn toegestaan, en interraciale huwelijken worden aangemoedigd. In de Kitáb-i-Aqdas staat dat een man twee vrouwen mag huwen onder de voorwaarde dat zij gelijk worden behandeld. Later hebben 'Abdu'l-Bahá en Shoghi Effendi verduidelijkt dat hiermee monogamie bedoeld wordt.
Echtscheiding is toegestaan, hoewel het wordt ontmoedigd, en wordt toegestaan na een jaar van geduld als het paar niet in staat is om hun verschillen op te lossen.

### Erfenis
In de Kitáb-i-Aqdas staat dat alle bahai-gelovigen een testament moeten schrijven. De andere bahai-wetten van erfrecht in de Kitáb-i-Aqdas zijn alleen van toepassing wanneer een individu overlijdt zonder een testament na te laten. Het systeem van erfrecht regelt de verdeling van de bezittingen van de overledene tussen zeven categorieën van erfgenamen: kinderen, echtgenoot, vader, moeder, broers, zusters, en leraren. In gevallen waar een aantal van de categorieën van erfgenamen niet bestaat, gaat het aandeel deels naar de kinderen en de plaatselijke Geestelijke Raad.

### Alcohol, drugs en tabak
Het is voor gelovigen verboden alcohol te drinken of om drugs te gebruiken (behalve indien voorgeschreven door een arts). Het niet-medicinale gebruik van opium en andere geestverruimende drugs wordt sterk veroordeeld in de bahai-geschriften. Roken is niet verboden maar wordt afgeraden.

### Geven aan fondsen
Van gelovigen wordt verwacht dat zij financieel bijdragen aan bahai-fondsen. De bijdragen zijn strikt vertrouwelijk, met inbegrip van de kennis of een gelovige al dan niet een bijdrage maakt. Bijdragen van niet-bahai-gelovigen worden niet geaccepteerd en bahai-individuen wordt nooit persoonlijk gevraagd om een bijdrage.
Los van de algemene bahai-fondsen is de wet van Huqúqu'lláh ("Recht van God"), waarin is bepaald dat gelovigen 19% betalen van hun overschot aan vermogen (dat wil zeggen die zaken die ze niet nodig hebben om comfortabel te leven), na het aflossen van schulden. Net als de andere bijdragen, is dit een vertrouwelijke en persoonlijke aangelegenheid.

### Andere wetten
Andere wetten die zijn voorgeschreven in de Kitáb-i-Aqdas omvatten:
- Een pelgrimsreis naar een van twee plaatsen: het Huis van Bahá'u'lláh (momenteel geconfisqueerd) in Bagdad en het Huis van de Báb (verwoest) in Shiraz.
- Het houden van het Negentiendaagsfeest, regelmatig bijeenkomsten van de plaatselijke gemeenschap, die op de eerste dag van elke maand van de bahai-kalender worden gevierd en bestaan uit een meditatief, consultatief en een sociaal deel.
- Bij iemands overlijden is het verboden het lichaam meer dan een uur reisafstand van de gemeentelijke grens van de plaats van overlijden te vervoeren. Het lichaam dient te worden ingewikkeld in een doek van zijde of katoen en geplaatst in een kist gemaakt van gepolijst steen, kristal of hardhout. Een specifiek gebed moet worden gelezen voor de begrafenis.
- Deelname aan een handels- of beroepsactiviteit is verplicht gesteld en wordt verheven tot de rang van aanbidding.
- Gehoorzaamheid aan de overheid van het land waarin men woont.
- Verplicht onderwijs voor kinderen.
- Herhaling van de Grootste Naam (95 keer per dag).
- De jacht op dieren is toegestaan op voorwaarde dat de naam van God wordt aangeroepen voor de jacht. Als een dier dood gevonden wordt in een val of net is consumptie ervan niet toegestaan.
- Als iemand een schat vindt, gaat een derde van de schat naar de vinder en het overige deel naar het Huis van Gerechtigheid. Deze wet is bedoeld voor een toekomstige staat van samenleving en deze zaken worden momenteel gedekt door het burgerlijk recht van elk land.
- Als iemand een voorwerp vindt in een stad, moet worden gezocht naar de eigenaar en moet een jaar gewacht worden voordat het voorwerp het bezit wordt van de vinder. Als het voorwerp van geringe waarde is, moet een dag gewacht worden. Als het voorwerp is gevonden in een onbewoond gebied, moet drie dagen gewacht worden. Deze wet is bedoeld voor een toekomstige staat van samenleving en deze zaken worden momenteel gedekt door het burgerlijk recht van elk land.
- Gelovigen dienen zakat of liefdadigheidsbelasting te betalen zoals in de islam. Deze wet is nog niet van toepassing en de details moeten nog worden verduidelijkt door het Universele Huis van Gerechtigheid.

### Andere verboden
- Het interpreteren van de bahai-geschriften ('Abdu'l-Bahá en Shoghi Effendi waren de enige erkende interpretators van Bahá'u'lláhs geschriften).
- Slavernij
- Ascese
- Kloosterleven
- Bedelarij
- Priesterschap
- Gebruik van preekstoelen
- Het kussen van handen (als een vorm van eerbetoon)
- Biechten van zonden
- Polygamie
- Gokken
- Dierenmishandeling
- Laster
- Roddel
- Het dragen van wapens, tenzij noodzakelijk.
- Een huis betreden zonder toestemming van de eigenaar.
- Mishandeling
- Scheren van het hoofdhaar en hoofdhaargroei bij mannen verder dan de oorlel.

De boetes en/of straffen beschreven in de Kitáb-i-Aqdas voor de onderstaande verboden zijn bedoeld voor een toekomstige staat van samenleving en deze zaken worden momenteel gedekt door het burgerlijk recht van elk land. De details en gradaties zullen te zijner tijd worden verduidelijkt door het Universele Huis van Gerechtigheid:
- Overspel en seks voor het huwelijk
- Brandstichting
- Moord
- Diefstal